# Witalij Rudenko
Witalij Mykołajowycz Rudenko, ukr. Віталій Миколайович Руденко (ur. 26 stycznia 1981 w Odessie) – ukraiński piłkarz, grający na pozycji bramkarza.

## Kariera piłkarska

### Kariera klubowa
Wychowanek SDJuSzOR Czornomoreć Odessa i Lilija-Fakeł Odessa. Pierwszy trener W.W. Melnyk. W 1997 rozpoczął karierę piłkarską w SK Odessa, a latem 1998 został piłkarzem Czornomorca Odessa. Występował najpierw w drugiej drużynie, a 20 czerwca 2000 debiutował w Wyższej Lidze w przegranym 3:4 meczu z Illicziwcem Mariupol. W 2007 został wybrany na kapitana drużyny. W czerwcu 2010 po tym, jak Czornomorec spadł do Pierwszej Lihi, zmienił klub na Karpaty Lwów. W lutym 2011 został wypożyczony do Metałurha Zaporoże. Latem 2011 dogadał się z Karpatami o wcześniejsze wygaśnięcie kontraktu i został pełnoprawnym piłkarzem zaporoskiego klubu. W czerwcu 2013 po wygaśnięciu kontraktu opuścił zaporoski klub, po czym ogłosił o zakończeniu kariery piłkarskiej.

### Kariera reprezentacyjna
Występował w juniorskiej i młodzieżowej reprezentacji Ukrainy. Łącznie rozegrał w nich ponad 50 meczów.

## Sukcesy i odznaczenia

### Sukcesy klubowe
- brązowy medalista Mistrzostw Ukrainy: 2006
- wicemistrz Pierwszej Lihi Ukrainy: 2002

### Sukcesy reprezentacyjne
- wicemistrz Mistrzostw Europy U-18: 2000